# Foliatie (geologie)

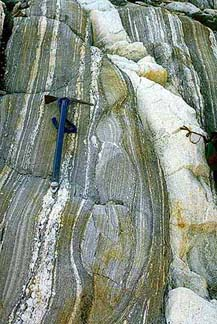
Compositionaire banden in een gneiss uit Noorwegen. De banden worden veroorzaakt door concentraties van mineralen die ontstaan zijn onder mechanische spanning. De banden zijn de snijlijnen van compositionaire vlakken met het oppervlak van de steen. De vlakken ontstaan loodrecht op de primaire spanningsrichting.

Foliatie (van Latijns folia: bladeren) is een term die in de petrologie en structurele geologie wordt gebruikt om een planaire structuur in een metamorf gesteente aan te duiden. In één gesteente kunnen meerdere foliaties voorkomen.
Er zijn een aantal verschillende soorten foliaties:
- Een foliatie kan sedimentair zijn, veroorzaakt door verschillen in korrelgrootte of samenstelling van sedimentdeeltjes. Men noemt dit ook wel de sedimentaire gelaagdheid van het gesteente.
- Een ander soort foliatie is een schistositeit, een structuur die wordt gevormd als mineralen met een langwerpige of platte vorm door de mechanische spanning die op het gesteente stond in één oriëntatie gaan liggen, parallel van elkaar. De op die manier gevormde vlakken worden Crystal Preferred Orientations genoemd, in schisten zijn het meestal mica's die de schistositeit bepalen.
- Een derde soort foliatie ontstaat als onder druk banden met concentraties van dezelfde mineralen (compositionaire banden) in het gesteente ontstaan , zoals in gneissen.

In de meeste gemetamorfoseerde sedimentaire gesteenten zal een sedimentaire gelaagdheid voorkomen, maar daarnaast één of meerdere foliaties. Als een metamorf gesteente twee van elkaar verschillende niet-sedimentaire foliaties heeft betekent dit dat het twee verschillende fasen van deformatie heeft gehad, waarin de mechanische spanning anders van richting was.